# Орден Ацтекського орла
Орден Ацтекського орла (ісп. Orden Mexicana del Águila Azteca) — найвища державна нагорода Мексики, для відзначення очільників іноземних держав та інших іноземців за заслуги перед Мексикою чи людством.

## Історія
Орден був створений за указом від 13 вересня 1932 президента Абелардо Родрігеса.
Ним нагороджують від імені Президента Мексики за пропозицією міністра закордонних справ Мексики, відповідно до інструкцій спеціальної Ради.
У березні 2011 орден був реформований.

## Ступені
- 1 ступінь — Великий Хрест на плечовій стрічці та зірка ордена — нагороджуються очільників держав ;
- 2 ступінь — знак ордена на нашийній стрічці та зірка — нагороджуються прем'єр-міністри та голови урядів, спадкові принци, дружини очільників держав або особи, чиї категорії рівносильні попереднім;
- 3 ступінь — знак ордена на нашийній стрічці — нагороджуються державні міністри, державні секретарі, членів королівських сімей, послів, або особи, чиї категорії рівносильні попереднім;
- 4 ступінь — знак ордена на нагрудній колодці з розеткою — нагороджуються міністри, державні секретарі, генеральні консули, бригадні генерали та адміралів або особи, чиї категорії рівносильні попереднім;
- 5 ступінь — знак ордена на нагрудній колодці — нагороджуються представники бізнесу, полковники та підполковники, дипломати, капітани морських суден, або особи, чиї категорії рівносильні попереднім;

| Стрічка   |           |           |           |           |
| 1 ступінь | 2 ступінь | 3 ступінь | 4 ступінь | 5 ступінь |

## Кавалери ордену Ацтекського орла
- Коллонтай Олександра Михайлівна (1944)
- Хайле Селассіє I
- Пабло Неруда (1946)
- Дуайт Ейзенхауер (1954)
- Конрад Аденауер (1955)
- Рафаель Трухільйо
- Йосип Броз Тіто (1963)
- Філіп, герцог Единбурзький (1964)
- Єлизавета II (1973)
- Мохаммед Реза Пехлеві (1975)
- Ґабрієль Ґарсія Маркес (1982)
- Пласідо Домінґо (1985)
- Олаф V
- Хуан Карлос I
- Імператор Акіхіто
- Фідель Кастро (1987)
- Кнорозов Юрій Валентинович (1995)
- Альберто Фухіморі (1996)
- Джеймс Камерон (1997)
- Карл XVI Густаф (2004)
- Могамед VI (2005)[1]
- Білл Гейтс (2007)
- Мелінда Гейтс (2007)
- Франц Бекенбауер (2007)
- Луїз Інасіу Лула да Сілва (2007)
- Мішель Бачелет (2007)
- Феліпе, принц Астурійський (2008)
- Летиція, принцеса Астурійська (2008)
- Маргрете II (2008)
- Беатрікс (2009)
- Нельсон Мандела (2010)
- Боно (2012)
- Хосе Мухіка (2014)